# 232 P 1
La 2-232 P 1 était une locomotive à vapeur prototype de la Compagnie des chemins de fer du Nord puis de la SNCF qui fut mise en service en 1939. Elle était de type Hudson avec une disposition d'essieux de type 232.

## Genèse
Cette machine fut commandée en date du 9 mars 1936 par la Compagnie des chemins de fer du Nord pour tenter de résoudre le problème de la consommation et de l'augmentation de la puissance en prenant une autre voie que la locomotive classique. Elle fut notifiée aux 3 sociétés suivantes :
- Société alsacienne de constructions mécaniques
- Fives-Lille
- et Schneider et Cie.

Cette notification fut toutefois assortie de la demande de s'assurer le concours de la Société suisse de construction de locomotives et de machines

## Descriptif
En effet il fut décidé de doter la machine d'une chaudière à très haute pression et de moteurs individuels pour les essieux.
La chaudière choisie fut du type « à tubes à eau » par opposition à celle, classique, « à tubes à fumées ». Cette chaudière était timbrée à 60 bars contrairement à la chaudière classique qui ne pouvait monter au-delà de 25 bars. Malgré tout la machine disposait d'une chaudière classique, timbrée à 20 bars, qui servait dans ce cas de figure de réchauffeur.
Les moteurs, au nombre de 6, attaquaient deux par deux les essieux moteurs par l'intermédiaire d'engrenages. Ils avaient une vitesse de rotation de 1 000 tr/min pour une vitesse de 148 km/h. Cette motorisation présentait l'avantage de se passer de l'essieu coudé (source de problèmes sur les locomotives ayant plus de deux cylindres). Un autre avantage est le fait que ce type de moteur rapide est moins volumineux, d'une puissance massique plus élevée et d'un meilleur rendement. Enfin ces moteurs permettaient de réduire le diamètre des roues et donc la longueur de la machine puisqu'il n'y avait pas à calculer ce diamètre pour pouvoir maintenir la vitesse linéaire de déplacement du piston dans les cylindres à une vitesse raisonnable.
La direction du Matériel et de la Traction (service MT) estima de plus que ces moteurs présentaient l'avantage d'être facilement démontables et de ne pas immobiliser la locomotive !
Du fait de l'absence de bielles le châssis était extérieur. Elle disposait en outre d'un carénage intégral.

## Utilisation et services
Sortie des ateliers de la SACM, sise à Graffenstaden, dans les premiers jours de 1939 elle entreprit immédiatement des essais. Cependant l'arrivée de la Seconde Guerre mondiale fit que ces essais furent très vite interrompus et la machine fut expédiée aux ateliers d'Oullins où elle fut garée. La poursuite des essais ne reprit qu'en 1943 et à l'issue d'une présentation en 1946 aux ateliers précédemment cités et d'une série de prises de mesures au banc d'essais de Vitry-sur-Seine en 1947 la machine fut de nouveau garée. Placée en attente d'amortissement en 1948, elle fut finalement radiée en 1949.

## Conclusion
Cette locomotive devait répondre au souci d'augmenter le rendement ou de faire baisser la consommation pour la même puissance. Cependant, le retard dû à la Seconde Guerre mondiale, le fait que la conduite des chaudières soit plus difficile et la difficulté d'entretien de la chaudière à très haute pression firent que les gains obtenus, à savoir l'économie de combustible de l'ordre de 30 %, n'eurent aucune incidence sur les locomotives à vapeur à venir.

## Tenders
Le tender qui lui fut accouplé était le 36 B 9 à bogies contenant 36 m3 d'eau et 9 tonnes de charbon.